# Cardiocondyla kagutsuchi
Cardiocondyla kagutsuchi es una especie de hormiga del género Cardiocondyla, tribu Crematogastrini, familia Formicidae. Fue descrita científicamente por Terayama en 1999.
Se distribuye por Estados Unidos, Borneo, China, Indonesia, Japón, Malasia, Filipinas, Sri Lanka, Tailandia, Vietnam, Fiyi, Guam, Hawái, Kiribati, Micronesia, Islas Marianas del Norte, Palaos, Samoa e Islas Salomón. Se ha encontrado a elevaciones de hasta 2134 metros. Habita en nidos y el forraje.